# Wadʿ
Wadʿ (arabisch وضع, DMG waḍʿ ‚Setzung, Aufstellung, Prägung‘) ist ein Begriff der arabisch-islamischen Sprachphilosophie, der große Bedeutung auch innerhalb der islamischen Rechtstheorie (uṣūl al-fiqh) erlangt hat. Er bezeichnet den Akt, durch den eine Lautgruppe (lafẓ) zum Zeichen (dalīl) für eine bestimmte Bedeutung (maʿnā) gemacht wird. Damit entspricht Wadʿ ungefähr der scholastischen Impositio nominis ad significandum. Sprache wird im Rahmen der Wadʿ-Lehre als ein System von Einzel-Wadʿs verstanden.

## Begrifflichkeit
Durch den Wadʿ wird zwischen Lautgruppe und Bedeutung eine Zeichenbeziehung (dalāla) hergestellt, innerhalb derer die Lautgruppe als das Bezeichnende (dāll) und die Bedeutung als das Bezeichnete (madlūl) fungiert. Eine Lautgruppe, der eine bestimmte Bedeutung zugewiesen worden ist, wird mauḍūʿ ("aufgestellt, geprägt") genannt, die Bedeutung, der die Lautgruppe zugewiesen wurde, als mauḍūʿ la-hū ("Gegenstand der Aufstellung, Prägung"). Eine Lautgruppe, der keine Bedeutung zugeordnet ist, wird als muhmal ("vernachlässigt, ungenutzt") bezeichnet.

## Die arabischen Theorien über den Ursprung der Sprache
Die Vorstellung vom Wadʿ als einer primären Setzung von Sprache hat sich erst im Laufe der Zeit gegenüber anderen Theorien durchgesetzt. Bis zum frühen 10. Jahrhundert war die "naturalistische" Theorie vorherrschend, wonach die Zeichenbeziehungen zwischen Lautgruppen und Bedeutungen durch natürliche Affinität (munāsaba ṭābiʿīya) entstehen. Als Hauptvertreter dieser naturalistischen Theorie gilt der Muʿtazilit ʿAbbād ibn Sulaimān (gest. ca. 864). Demgegenüber vertrat der Muʿtazilit Abū Hāschim (gest. 933) die Theorie, dass Sprache durch reine Übereinkunft und Konvention (istilāh) zustande kommt, wobei die Namen, die den Dingen zugeordnet werden, arbiträr sind. Der Gegensatz zwischen der naturalistischen Sicht ʿAbbāds und der konventionalistischen Sicht Abū Hāschims entspricht in etwa der Physis-Thesis-Debatte der griechischen Sprachphilosophie, wie sie sich in Platons Dialog Kratylos spiegelt. Wadʿ entspricht dabei dem Wort thesis, der arabische Begriff tabʿ dem Wort physis.
Neben der naturalistischen und der konventionalistischen gab es noch eine revelationistische Theorie über den Ursprung von Sprache, die sich an der koranischen Aussage in Sure 2:31, wonach Gott Adam die Namen aller Dinge gelehrt hat, orientierte. Hauptverfechter dieser Theorie, nach der Gott selbst für die Herstellung der Zeichenbeziehungen zwischen Lautgruppen und Bedeutungen verantwortlich ist, war der Muʿtazilit al-Dschubbāʾī (gest. 915/6).
In späterer Zeit gab es viele Versuche, die konventionalistische und die revelationistische Sicht zum Ausgleich zu bringen. So meinte zum Beispiel der Gelehrte al-Mutahhar ibn Tāhir al-Maqdisī (gest. 966), der am Hof der Samaniden tätig war, dass der Wadʿ aufgrund der Übereinkunft der Menschen erfolge, aber nur aufgrund einer vorausgehenden Rede (kalām sābiq) Gottes.

## Wadʿ in der islamischen Rechtstheorie
Innerhalb der islamischen Rechtstheorie erhielt das Wadʿ-Konzept deshalb eine wichtige Bedeutung, weil hier der Grundsatz entwickelt wurde, dass bei der Interpretation von Koran und Sunna zunächst die durch Wadʿ begründete eigentliche Bedeutung (haqīqa) der Wörter zugrunde gelegt werden musste. Nur wenn der Kontext (qarīna) darauf hinwies, dass das Wort an der betreffenden Stelle in übertragener Bedeutung (Madschāz) verwendet wurde, durfte man sich bei der Interpretation auf diese sekundäre Bedeutung stützen. Die Frage, welche Bedeutungen der Wörter durch Wadʿ begründet waren, erhielt somit Relevanz für die Normenfindung. Der Wadʿ-Begriff verlor allerdings im Laufe der Zeit dadurch seinen restriktiven Charakter, dass seine Bedeutung auf alle Formen der Begriffsbildung ausgeweitet wurde. Als Wadʿ galt somit nicht mehr nur eine primäre Bedeutungszuweisung im Rahmen der Bildung einer Sprache, sondern es wurden jetzt auch andere Bedeutungzuweisungen darunter gefasst. Zu den Wadʿ-Arten, die diskutiert wurden, gehören durch die Scharia erfolgter Wadʿ (waḍʿ šarʿī), durch lokalen Brauch erfolgter Wadʿ (waḍʿ ʿurfī ʿāmm), fachsprachlicher Wadʿ (waḍʿ ʿurfī ḫāṣṣ) und persönlicher Wadʿ (waḍʿ šaḫṣī). Einige Gelehrte, die der salafitischen Richtung angehörten, stellten das Konzept einer primären, allgültigen Bedeutungszuweisung auch vollständig in Frage. So meinte Ibn Qayyim al-Dschauziya, dass ein Wadʿ nie absolut (muṭlaq), sondern immer nur an einen Kontext gebunden (muqayyad) erfolgen könne.

## ʿIlm al-wadʿ als eigene Disziplin
Ab dem 14. Jahrhundert entwickelte sich die Reflexion über Wadʿ zu einer eigenen sprachwissenschaftlichen Disziplin, die als ʿilm al-wadʿ bezeichnet wurde. Als das grundlegende Werk gilt ein kurzer Traktat mit dem Titel ar-Risāla al-wadʿīya von ʿAdud ad-Dīn al-Īdschī (gest. 1355), zu dem in der Folgezeit zahlreiche muslimische Gelehrte Kommentare und Glossen abfassten.